# Szerzawy (województwo świętokrzyskie)
Szerzawy – (dawniej Sierzawy, Sierżawy w roku 1411 Schirzavi), wieś w Polsce, położona w województwie świętokrzyskim, w powiecie starachowickim, w gminie Pawłów.
W latach 1975–1998 miejscowość położona była w województwie kieleckim.
Przez miejscowość przebiega droga wojewódzka nr 752.

## Części wsi
| SIMC    | Nazwa          | Rodzaj    |
| ------- | -------------- | --------- |
| 1019250 | Czerwona Górka | część wsi |
| 1019272 | Działki        | część wsi |
| 1019295 | Granice        | część wsi |
| 0260959 | Kowalków       | część wsi |
| 0260965 | Nowa Wieś      | część wsi |
| 0260971 | Pastwiska      | część wsi |
| 0260988 | Stare Szerzawy | część wsi |
| 0260994 | Wymysłów       | część wsi |

## Historia
W połowie XV wieku (według opisu Długosza) Sierzawy były własnością biskupów krakowskich. Wieś posiadała 16 łanów kmiecych, 2 łany sołtysie oraz karczmę z rolą. Dziesięciną oddawano w części większej, wartości do 12 grzywien, prepozyturze kieleckiej, w części – z pewnych ról biskupowi krakowskiemu (Długosz L.B. t. I, s.442). Według registru poborowego powiatu sandomierskiego z roku 1578 wieś Sierzawy własność biskupa krakowskiego, miała 23 osad, 16 łanów, 2 rzemieślników, 2 łany sołtysie (Pawiński, Małopolska, 192).
Szerzawy alias Sierzawy, w wieku XIX stanowiły wieś z folwarkiem w powiecie iłżeckim, gminie Tarczek, parafii Świętomarz, odległe od Iłży 30 wiorst. Około roku 1889 wieś posiadała 61 domów i 383 mieszkańców, folwark stanowił majorat rządowy. Według spisu miast, wsi, osad Królestwa Polskiego z 1827 roku było 38 domów i 201 mieszkańców.